# Angelo (moneta)
Angelo è il nome italiano di più monete, coniate in vari stati d'Europa fra il XIV e il XVII secolo.

## Francia

Scudo Valois

Ange d'or è una moneta da 60 soldi (3 livre) parigini, oppure 75 soldi (3 livre e 15 soldi) tornesi.
Era tagliato a 33 al marco, cioè pesava 7,41 grammi ca. a 24 carati.
Fu emesso in Francia da Filippo IV di Valois nel 1340-42.
Recava al dritto l'immagine di un angelo coronato, da cui il nome, con lo scudo dei Valois nella sinistra e la croce nella destra. Al rovescio una croce in un quadrilobato accantonato da corone reali.
È stata la prima moneta che recava le armi della "nuova Francia", cioè i tre gigli dei Valois al posto dello stemma precedente con lo sparso di gigli. Esistono tre emissioni, battute nel 1341 e 1342.

### Fiandra
Un ange d'or fu coniato nel 1387 da Filippo l'Ardito (1342 - 1404), come conte di Fiandra, con un peso di 5,12 grammi e con un valore di 60 grossi. Era rappresentata un'aquila che teneva gli scudi di Borgogna, Francia e Fiandra. Esisteva anche in mezzo ange.

### Brabante
Un ange d'or anche da Giovanna, duchessa di Brabante, la figlia di Giovanni III (1322-1406).

## Inghilterra
Angel (in inglese angel o meglio angel noble) è una moneta d'oro dei re d'Inghilterra, emessa per la prima volta nel 1465 da Edoardo IV (1461 - 1483).
Era una nuova emissione del noble e presentava al diritto l'arcangelo Michele in piedi che trafiggeva un drago con la lancia. Al rovescio era rappresentata un'imbarcazione con l'albero che sosteneva lo scudo con le armi d'Inghilterra e di Francia.
Il valore era di 6 scellini e 8 pence e pesava 80 grani, cioè 5,184 g. Fu battuta per l'ultima volta nel 1634 da Carlo I.
Era la moneta che veniva data ai malati di scrofola che venivano guariti dall'imposizione delle mani regali.
Quando la moneta non fu più emessa al suo posto veniva data una medaglia con la stessa immagine.
Angelet era il nome della moneta dal valore di 1/2 Angel: valeva 3 scellini e 4 pence e fu coniata fino al 1615.

## Isola di Man
Angel è il nome di una moneta d'oro emessa dal 1984. Ha lo stesso diametro titolo e peso del Krugerrand.